# Stanhopea shuttleworthii
Stanhopea shuttleworthii es una especie de orquídea endémica del departamento de Tolima en Colombia.

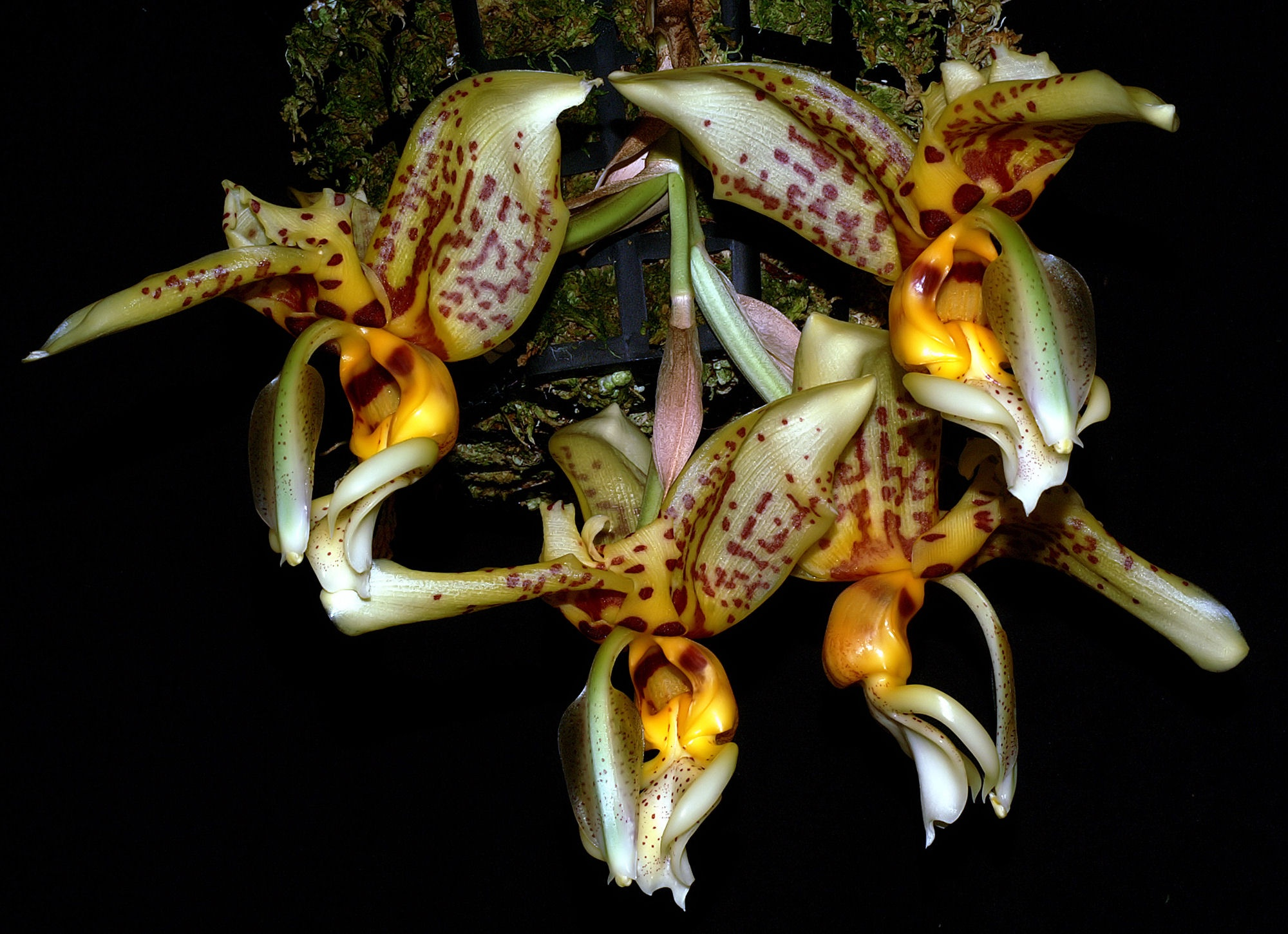
Flores en detalle.

## Galería

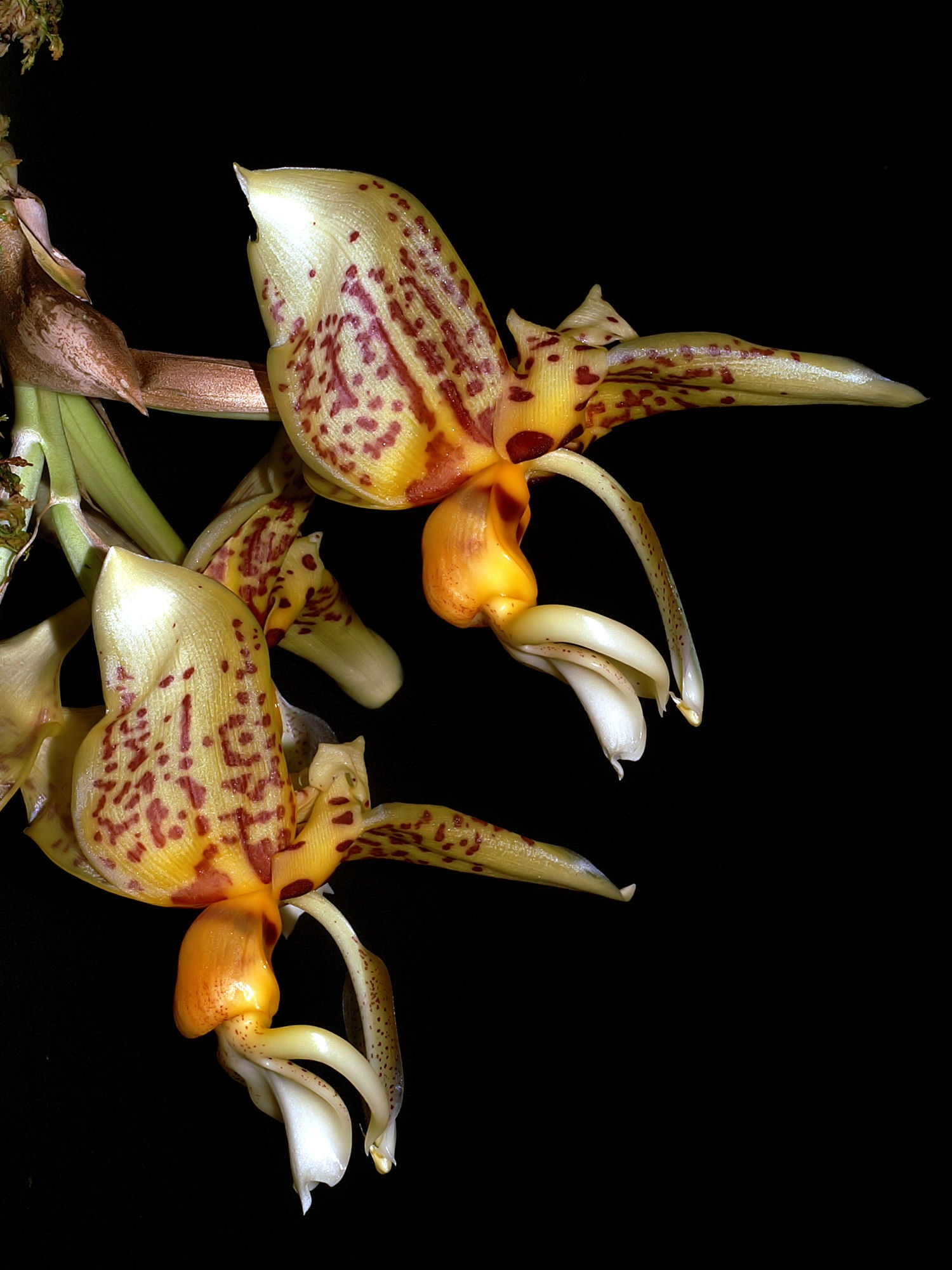
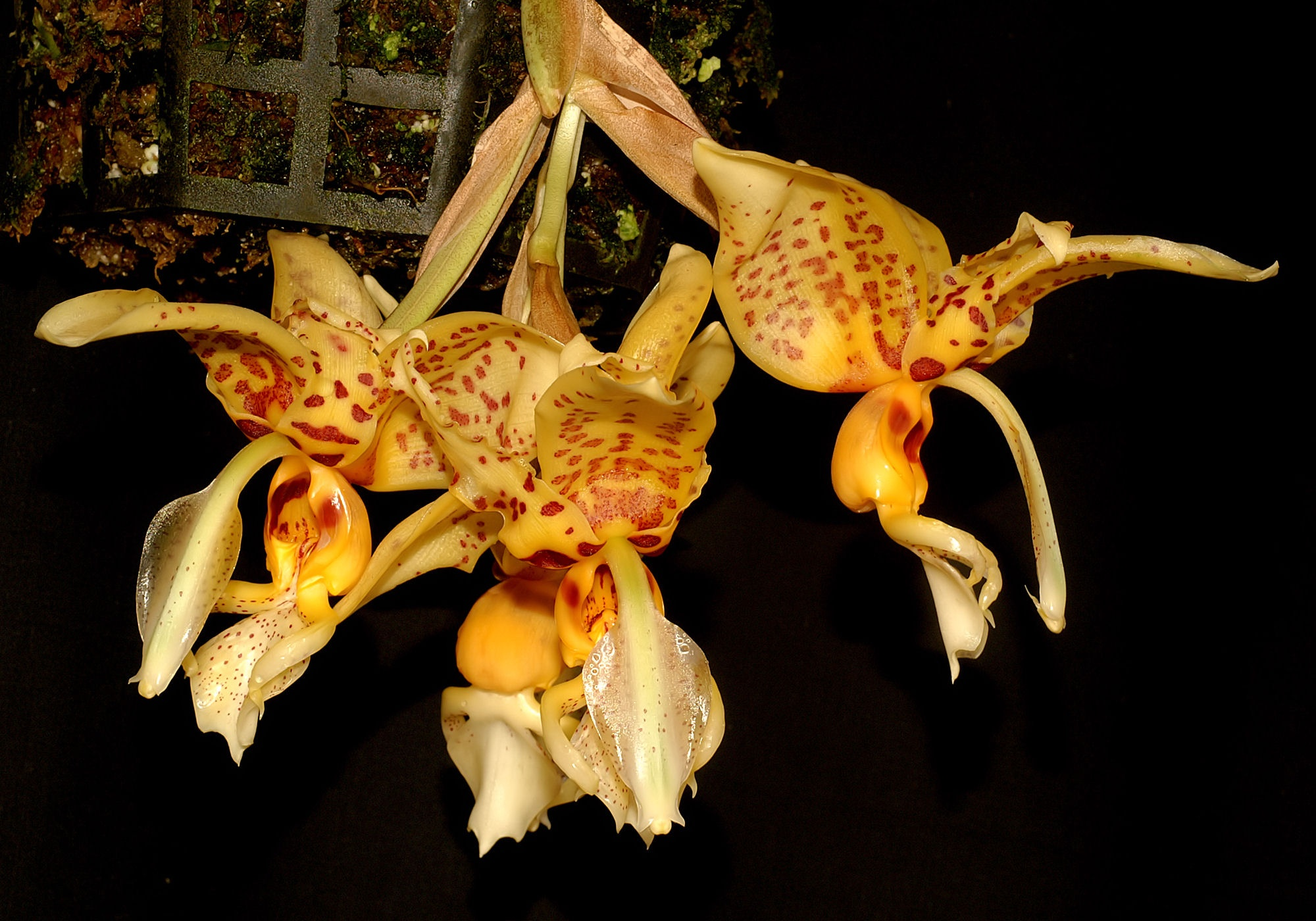
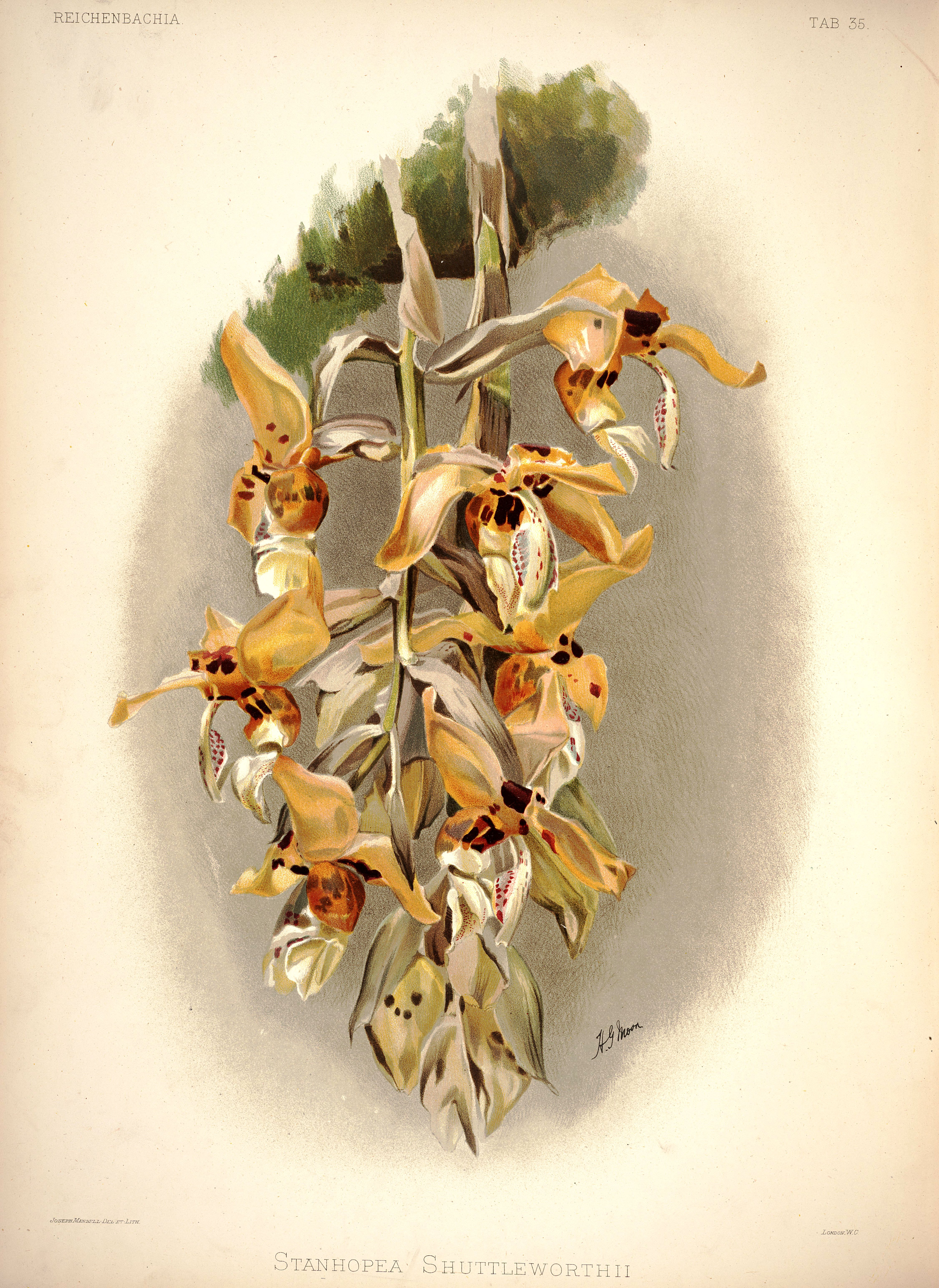
Ilustración de Frederick Sander Reichenbachia (1888)